# Villa Madama

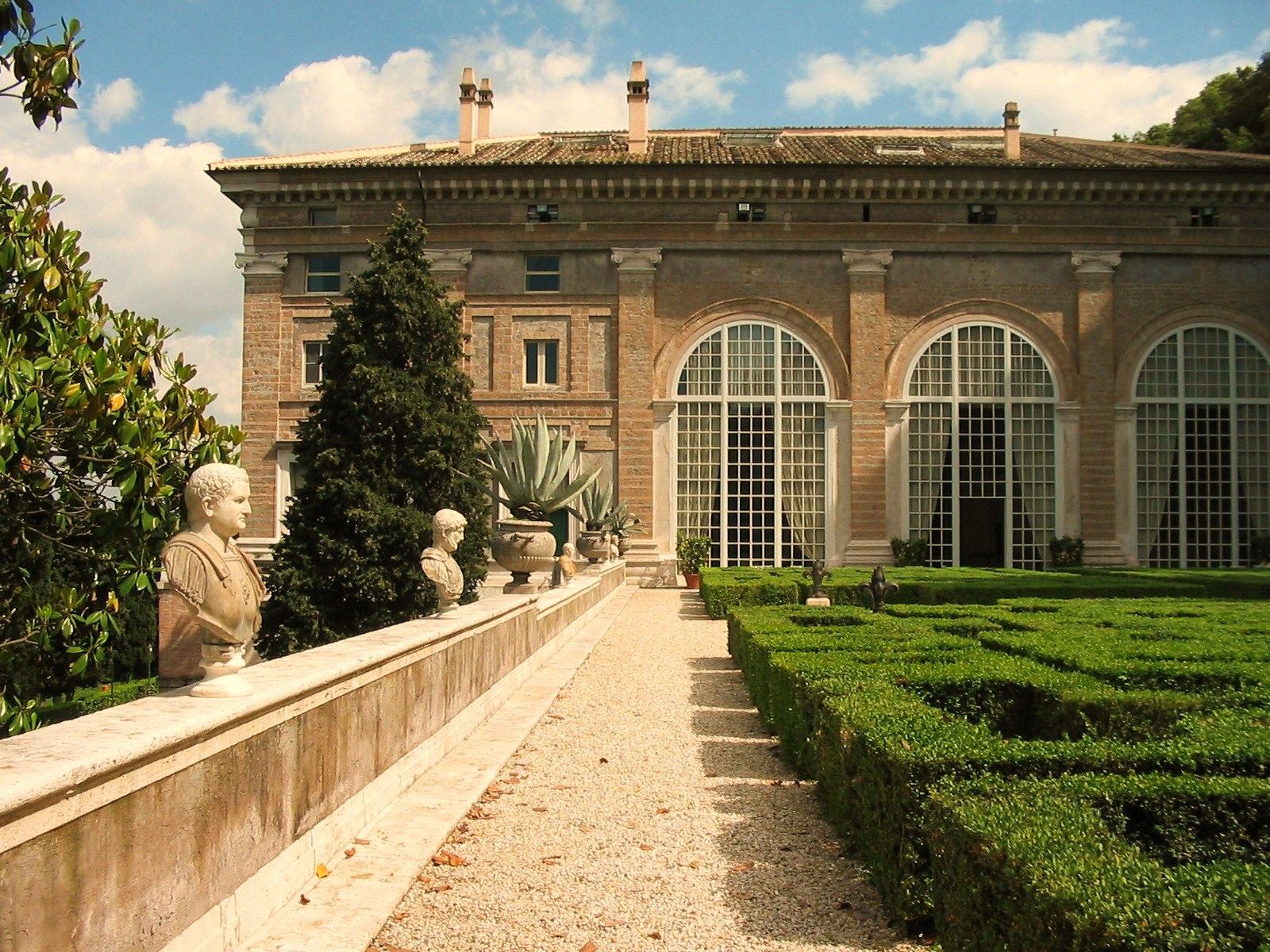
Villa Madama

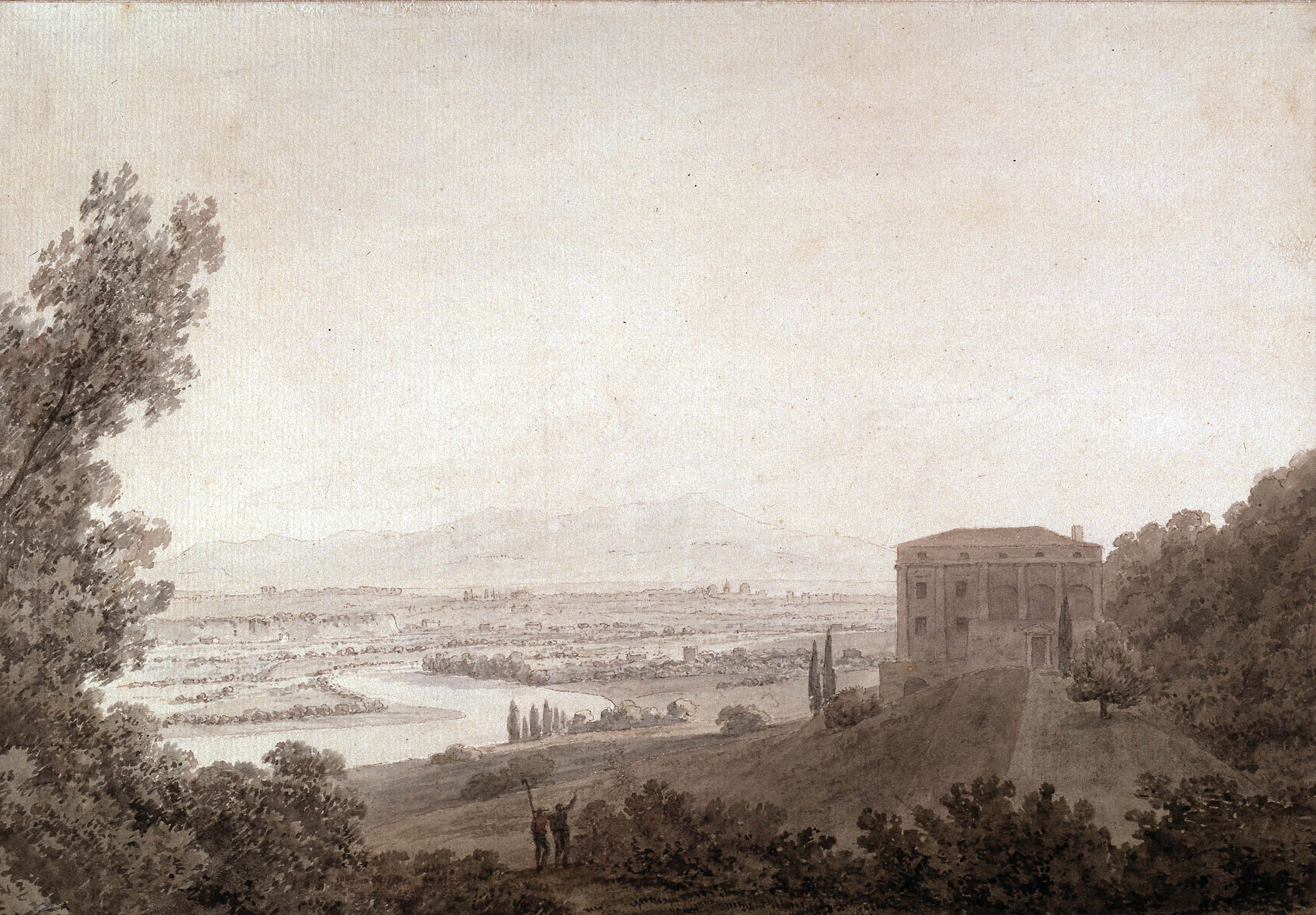
Blick auf die Villa Madama und Rom, von John Robert Cozens, 1780

Die Villa Madama ist eine Anfang des 16. Jahrhunderts gebaute Villa in der italienischen Hauptstadt Rom. Sie befindet sich rechts des Flusses Tiber, am Nordosthang des Monte Mario, nahe dem Olympiastadion.

## Geschichte
Die Villa wurde vom damaligen Kardinal Giulio de Medici, dem späteren Papst Clemens VII., in Auftrag gegeben und von 1518 bis 1525 nach Plänen von Raffael unter der Leitung von Antonio da Sangallo dem Jüngeren errichtet. Beteiligt waren unter anderem auch Giulio Romano, Baldassare Peruzzi, Giovanni da Udine, Giovanni Francesco Penni und Baccio Bandinelli. Kurz nach der Fertigstellung wurde sie während des Sacco di Roma geplündert und in Brand gesteckt.
Nach Clemens Tod blieb die Villa im Besitz der Medici. Alessandro de’ Medici heiratete 1536 Madama Margarete von Österreich, die in der Innenstadt im Palazzo Madama wohnte und daneben auch die Villa Madama auf dem Monte Mario zur Verfügung hatte. Nach dem Tod Margarethes ging die Villa an die Adelsfamilie Farnese. In den folgenden Jahrhunderten verkam die Villa nach und nach. Schließlich wurde sie als Stall und Gerätehaus genutzt.
1913 kaufte der französische Ingenieur Maurice Bergès das Anwesen und ließ es von Marcello Piacentini renovieren. 1925 erwarben Graf Carlo Dentice di Frasso und seine amerikanische Gattin die Villa und ihre Gartenanlagen und schlossen die Renovierung und den Ausbau ab. 1937 mietete das italienische Außenministerium die Villa Madama und erwarb sie 1941 ganz. Das im nahen Palazzo della Farnesina untergebrachte Ministerium nutzt die Villa Madama bei Besuchen ausländischer Staatsgäste oder für Konferenzen und ähnliche Veranstaltungen. In vergleichbarer Weise wird von der italienischen Regierung auch die Villa Doria Pamphilj genutzt.
Auf dem Gelände der Villa Madama befindet sich auch die Diplomatenschule der Scuola Nazionale dell’Amministrazione.